# Лесли, Норман Эвелин, 19-й граф Роутс
Норман Эвелин Лесли, 19-й граф Роутс (англ. Norman Evelyn Leslie, 19th Earl of Rothes; 13 июля 1877 — 29 марта 1927) — шотландский военный и пэр-представитель.

## Происхождение
Родился 13 июля 1877 года. Единственный сын Мартина Лесли Лесли, урождённого Мартина Лесли Хоуорта (1832—1889), и Джорджины Фрэнсис Стадди (? — 1934), дочери Генри Стадди из Уоддетон-Корта, Девон. Бабушкой и дедушкой Нормана по отцовской линии были капитан Мартин Эдвард Хоуорт (? — 1886) и Мэри Элизабет Хоуорт-Лесли, 18-я графиня Роутс (1811—1893).
19 сентября 1893 года после смерти своей бабушки Норман Эвелин Лесли унаследовал титулы 19-го графа Роутса (Пэрство Шотландии) и 19-го лорда Лесли (Пэрство Шотландии).

## Карьера
Лорд Роутс поступил на службу в 4-й батальон (1-е ополчение Девона) Девонширского полка в 1895 году. Он был повышен до чина лейтенанта в 1897 году и вышел в отставку в 1899 году. В 1905 году он был назначен капитаном в Королевской гарнизонной артиллерии Файфшира (милиция). Он вышел в отставку в 1909 году. В 1911 году он был назначен подполковником, командующим батальоном велосипедистов Хайленда Территориальных сил, который был причислен к Чёрной страже.
Граф Роутс был избран шотландским пэром-представителем в Палате лордов Великобритании в 1906—1923 годах. Он сражался в Первой мировой войне, а Лесли-хаус, родовое поместье семьи, стал госпиталем для раненых. Его жена, Ноэль, графиня Роутс, неустанно работала во время войны как в Лесли-хаусе, так и в Лондоне в госпитале Коултера, служа медсестрой Красного Креста. Граф был повышен до чина полковника в 1918 году. Во время войны он получил ранения, от которых так и не оправился полностью. Он продал Лесли-хаус в 1919 году и перевез свою семью в Англию.

## Семья

Люси Ноэль Марта Дайер-Эдвардс (1878—1956)

19 апреля 1900 года в Лондоне лорд Роутс женился на Люси Ноэль Марте Дайер-Эдвардс (25 декабря 1878 — 12 сентября 1956), дочери Томаса Дайера-Эдвардса-младшего и Клементины Джорджины Люси Драммонд Вильерс. У супругов было двое детей:
- Малкольм Джордж Дайер-Эдвардс Лесли, 20-й граф Роутс (8 февраля 1902 — 17 мая 1975), в 1926 году женился на Берил Вайолет Дагдейл, дочери капитана Джеймса Лайонела Дагдейла и Мод Вайолет Вудрофф.
- Достопочтенный Джон Уэйланд Лесли (16 декабря 1909 — 17 июня 1991)[1], в 1932 году он женился на Корал Анджеле Пинкард, от брака с которой у него было двое детей.

Лорд Роутс скончался 29 марта 1927 года в возрасте 49 лет в своем таунхаусе в Челси, Лондон, и его графский титул унаследовал его старший сын Малкольм.